# 直宮家
直宮家 （じきみやけ）は、宮家のうち、天皇と直接の血縁関係にある皇子や皇兄弟が創設した宮家を指す。
1947年（昭和22年）10月14日、11宮家51名の臣籍降下に伴い、大正天皇の皇子すなわち昭和天皇の皇弟たる3直宮家（秩父宮・高松宮・三笠宮）だけが皇族として残留した。

## 直宮家の一覧

### 中世
順徳天皇の皇子
- 岩倉宮
- 四辻宮

後嵯峨天皇の皇子
- 早田宮

亀山天皇の皇子
- 五辻宮
- 常盤井宮

後二条天皇の皇子
- 木寺宮
- 花町宮

後村上天皇の皇子
- 護聖院宮

長慶天皇の皇子
- 玉川宮

後亀山天皇の皇子
- 小倉宮

崇光天皇の皇子
- 伏見宮

### 近世
正親町天皇の皇子
- 八条宮

霊元天皇の皇子
- 常磐井宮
- 京極宮

東山天皇の皇子
- 閑院宮

光格天皇の皇子
- 桂宮

### 近現代
大正天皇の皇子、昭和天皇の皇弟
- 高松宮：大正天皇第3皇子・光宮宣仁親王により1913年（大正2年）創設。2004年（平成16年）、絶家。
- 秩父宮：大正天皇第2皇子・淳宮雍仁親王により1922年（大正11年）創設。1995年（平成7年）、絶家。
- 三笠宮：大正天皇第4皇子・澄宮崇仁親王により1935年（昭和10年）創設。現在三笠宮の子孫には親王・王がいないため、将来的には絶家の見込み。

昭和天皇の皇子、第125代天皇（現：上皇）の皇弟
- 常陸宮：昭和天皇第2皇子・義宮正仁親王により1964年（昭和39年）創設。嗣子がいない為、将来的には絶家の見込み。

第125代天皇（現：上皇）の皇子、今上天皇の皇弟
- 秋篠宮：明仁（現・上皇）第2皇子・礼宮文仁親王により1990年（平成2年）創設。